# Powiat Kraśnicki
Der Powiat Kraśnicki ist ein Powiat (Kreis) in der polnischen Woiwodschaft Lublin. Der Powiat hat eine Fläche von 1005,34 Quadratkilometern, auf der 90.000 Einwohner leben. 

## Gemeinden
Der Powiat umfasst zehn Gemeinden, davon eine Stadtgemeinde, zwei Stadt-und-Land-Gemeinden und sieben Landgemeinden.

### Stadtgemeinde
- Kraśnik

### Stadt-und-Land-Gemeinden
- Annopol
- Urzędów

### Landgemeinden
- Dzierzkowice
- Gościeradów
- Kraśnik
- Szastarka
- Trzydnik Duży
- Wilkołaz
- Zakrzówek